# 羽曳野市立高鷲小学校

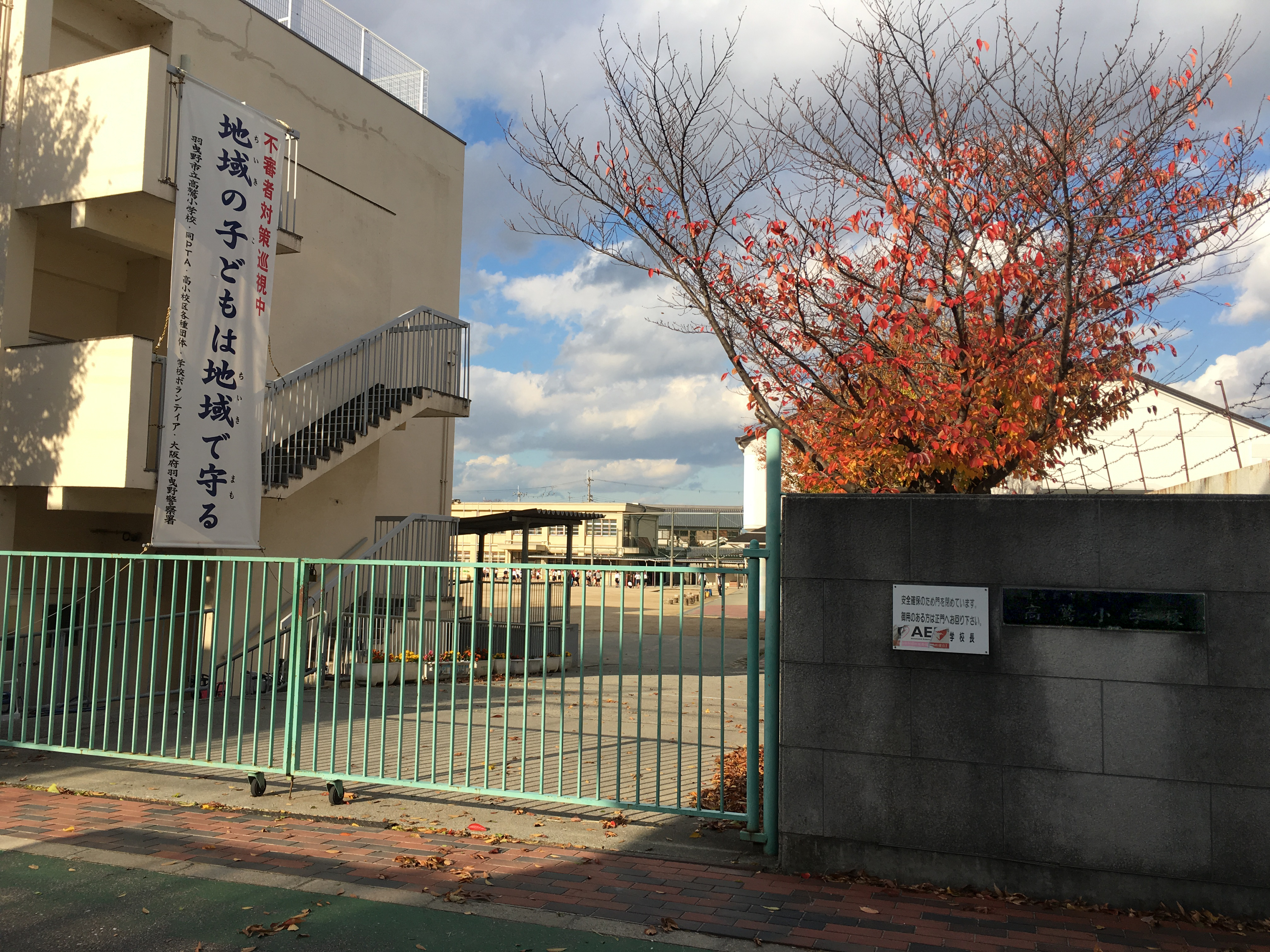
羽曳野市立高鷲小学校

羽曳野市立高鷲小学校（はびきのしりつ たかわし しょうがっこう）は、大阪府羽曳野市にある公立小学校。
学校の西側を東除川が南北に貫いている。東除川を挟んで、第二グラウンドを有している。

## 沿革
明治時代に当時の丹南郡高鷲村に設置された河内国第二十八番小学校を起源とする。昭和時代初期の一時期には、大阪府天王寺師範学校（大阪教育大学の前身）の教育実習校に指定されていたこともあった。
地域の宅地化による児童数増加に伴い、1970年代以降に3小学校を分離している。
- 1873年6月18日 - 河内国第二十八番小学校として開校。
- 1889年 - 丹南郡高鷲尋常小学校に改称。
- 1896年4月1日 - 郡の合併により、南河内郡高鷲尋常小学校と称する。
- 1929年4月1日 - 大阪府天王寺師範学校の代用附属小学校に指定。
- 1941年4月1日 - 国民学校令により、南河内郡高鷲尋常小学校に改称。
- 1947年4月1日 - 学制改革により高鷲村立小学校に改称。
- 1955年4月1日 - 高鷲村の町制施行により、高鷲町立小学校に改称。
- 1956年9月30日 - 合併による南大阪町の発足により、南大阪町立高鷲小学校に改称。
- 1959年1月15日 - 南大阪町の市制施行により、羽曳野市立高鷲小学校に改称。
- 1971年 - 羽曳野市立高鷲南小学校を分離。
- 1973年 - 羽曳野市立恵我之荘小学校を分離。
- 1980年 - 羽曳野市立高鷲北小学校を分離。

## 通学区域
- 羽曳野市 島泉1・2・9丁目、恵我之荘、高鷲8・9・10丁目。

卒業生は羽曳野市立高鷲中学校（島泉・恵我之荘在住児童）と羽曳野市立高鷲南中学校（高鷲在住児童）に分かれて進学する。

## 出身者
- 谷口誠 - OECD事務次長、ユニセフ議長、国連大使、早稲田大学教授
- 広河隆一－ジャーナリスト、戦場カメラマン、政治活動家
- 三代澤康司 - 朝日放送アナウンサー。高鷲南小学校の開校に伴い転出。

## 交通
- 近鉄南大阪線 恵我ノ荘駅 東へ約600m。
- 近鉄南大阪線 高鷲駅 北西へ約800m。